# Gitara barokowa

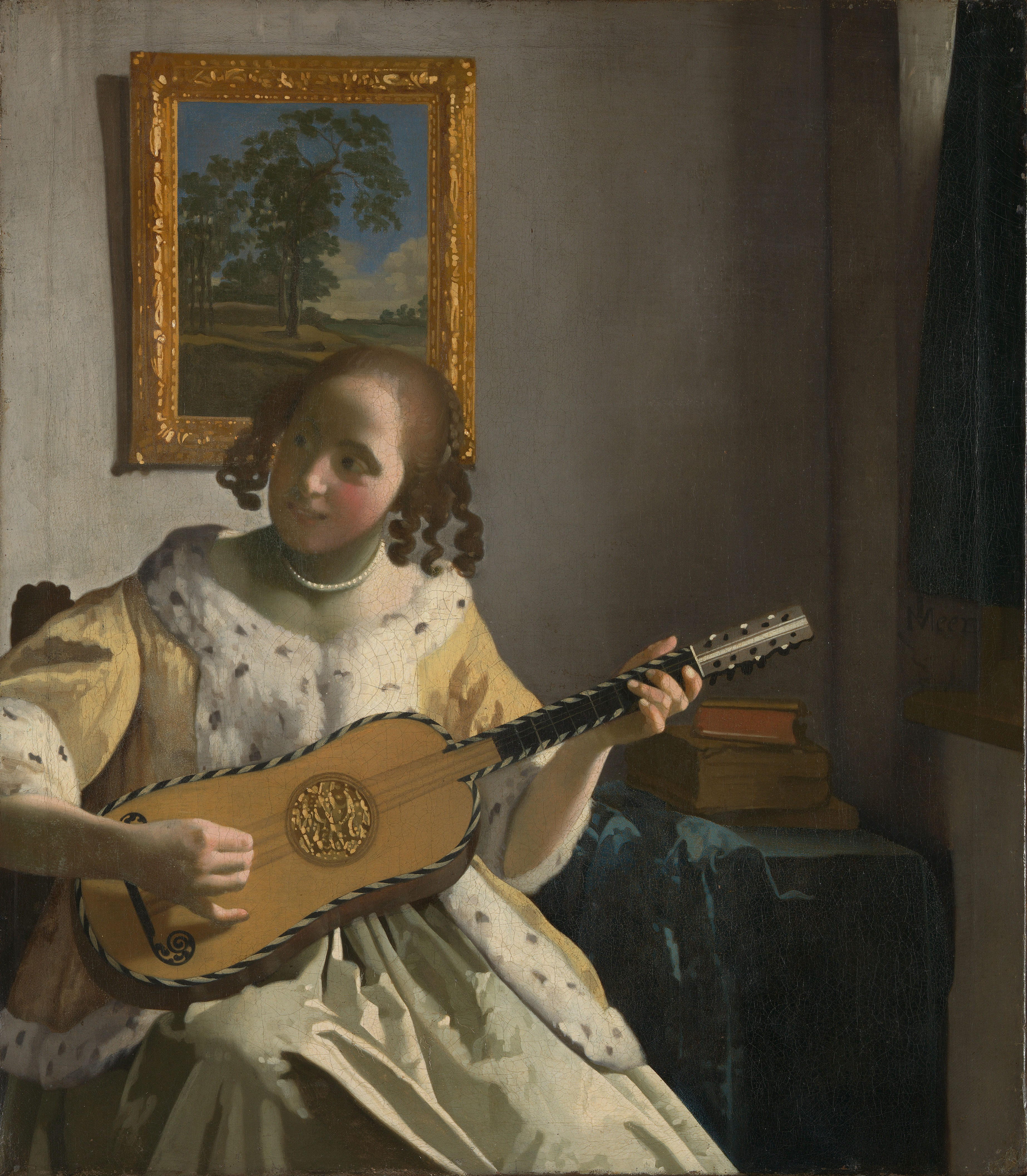
Obraz Johannesa Vermeera (ok. 1672)

Gitara barokowa – określenie instrumentów strunowych szarpanych używanych w XVII wieku. Gitara taka różniła się w wielu aspektach od gitary klasycznej. 

## Skala i strój
Zazwyczaj był to instrument o pięciu lub czterech chórach (ang. course). 
Najpopularniejsza odmiana to gitara o stroju A-D-G-H-e, od struny najniższej do najwyższej, co odpowiada strojowi pięciu cieńszych strun gitary klasycznej. Używano podwójnych strun poza najcieńszą E, co dawało w sumie do 9 strun. Struny H i G strojono unisono, natomiast struny D i A były dwiema strunami basowymi (standardowa praktyka w Hiszpanii), dwiema wiolinowymi (we Włoszech) lub rejestr zawierał po jednej z obu typów strun. Dlatego struna A mogła brzmieć wyżej od struny G. Taki strój umożliwiał osiągnięcie charakterystycznej faktury i kontrapunktu. 
Do zapisu muzyki na gitarę używano często tabulatur. Różniły się one poważnie od współczesnych. Były odwrócone do „góry nogami” (najniższa struna - najwyższa linia).

## Wpływy na późniejszą muzykę
Jednym z pierwszych znanych do dziś kompozytorów na gitarę był Hiszpan Gaspar Sanz, autor m.in. utworu Canarios często wykonywanego dziś na gitarze klasycznej a także znanego z aranżacji zespołu Emerson, Lake and Palmer. Tworzył on muzykę na gitarę o strunach w wariancie „włoskim”, dlatego do wykonania na gitarze klasycznej potrzebna jest odpowiednia transkrypcja, aby uniknąć skoków poszczególnych nut melodii o oktawę (zwłaszcza przy efekcie campanella polegającym na zagraniu kolejnych nut jednej melodii na dwu strunach np. puste struny A i G). Z drugiej strony często zagranie oryginalnej tabulatury na współczesnej gitarze daje bardzo dobre efekty, zachowując jednocześnie techniczne walory utworu (palcowanie, gra odpowiednich nut kciukiem), do których kompozytor przywiązywał wagę. 
Utwory były często podzielone na tzw. differentia frazy o długości zwykle 12 uderzeń porównywalne do falset w muzyce flamenco. Kolejnymi cechami zapowiadającymi muzykę flamenco wspólnymi są rozkłady akcentów, zaczynanie fraz w środku taktu, przeplot taktów w metrum 3/4 i 6/8.

## Znani muzycy
Posiadaczem gitar barokowych jest Julian Bream, grający na gitarze 4-strunowej w filmie My Life in Music.